# Eleccions presidencials ucraïneses de 2014
Les eleccions presidencials d'Ucraïna de 2014 van ser les eleccions a la presidència ucraïnesa per al període 2015-2019. Estava previst que se celebressin el 26 de febrer de 2015, però després de l'EuroMaidan es va avançar la data al dia 25 de maig de 2014.
Van tenir lloc en un clima de tensió en l'est del país, ja que cinc milions de censors no van poder participar en el sufragi a causa del boicot dels insurgents prorussos, que es van negar a obrir els col·legis electorals.
El magnat Petrò Poroixenko va vèncer en la primera volta de les eleccions, amb el 54,70% dels vots. En segon lloc es va posicionar Lúlia Timoixenko, amb el suport del 12,81% dels sufragis, seguida pel candidat del Partit Radical d'Ucraïna, Oleg Liaixko, que va obtenir el soport del 8,32%.

## Context

### EuroMaidan
La nit del 21 de novembre de 2013, a Kíiv, van tenir lloc les primeres manifestacions d'índole europeista a causa de la suspensió de la signatura de l'Acord d'Associació i l'Acord de Lliure Comerç entre Ucraïna i la Unió Europea.
Després de diversos mesos de protestes i disturbis i després de l'anomenat Dijous Negre (20 de febrer de 2014) en el qual van morir més de 60 manifestants en aquest marc de tensió, el 22 de febrer, al matí, els manifestants opositors van prendre les regnes del país i van ocupar les principals institucions amb seu a Kíiv. La Rada Suprema va prendre el control del país i Oleksandr Turtxínov va assumir la coordinació del Govern i la presidència del Parlament, caient així el govern de Víktor Ianukòvitx.

### Crisi, guerra a l'est i independència de Crimea
En el context de l'EuroMaidan es va iniciar una sèrie de manifestacions de russòfils — en la seva majoria russos ètnics i ucraïnesos russòfons — oposats als esdeveniments ocorreguts a Kíiv i que anhelen estrènyer els seus vincles (o inclusivament integrar-se) amb la Federació Russa. Després diversos governs regionals van proposar referèndums i es va produir una intervenció militar, on les Forces Armades de Rússia es van desplegar en la península de Crimea i en Sebastòpol, amb l'objectiu, segons el Kremlin, de garantir la integritat dels ucraïnesos prorussos habitants de Crimea i les bases russes estacionades allà, fins que es normalitzés la situació sociopolítica; desoint els advertiments de no envair llançades pels Estats Units i Kíiv.
Prèviament, les autoritats de Crimea —d'ideologia prorussa— havien sol·licitat l'assistència del govern de Moscou després que el govern autoproclamat de Kíev — el cap en funcions del qual era Oleksandr Turtxínov— introduís una llei per abolir l'ús oficial de tota llengua diferent de l'ucraïnès. El primer ministre de Crimea, Serguei Aksionov, havia assegurat que la idea del poble de Crimea no és separar-se d'Ucraïna, però volen protegir els seus interessos.
De manera independent als resultats del referèndum, l'Ajuntament de la ciutat de Sebastòpol va adoptar el 6 de març la decisió de formar part de Rússia com a territori federal, mentre que uns dies després, l'11 de març i al costat del Parlament de Crimea, va proclamar la seva independència d'Ucraïna, declarant la República de Crimea amb 78 vots a favor d'un total de 100 membres. L'acció va ser considerada legítima per Rússia, però no pels Estats Units i el govern a Kíev. La Rada Suprema d'Ucraïna va amenaçar d'iniciar el procés de dissolució del Parlament de Crimea si les autoritats de la península continuaven amb el procés d'annexió a Rússia.
El 18 de març va ser signat el tractat d'adhesió de Crimea i Sebastòpol a la Federació de Rússia.

### Crisi a l'est ucraïnès i comanda de Rússia per anul·lar els comicis
El 22 de febrer van començar al sud-est del país una sèrie de manifestacions a favor de Rússia. Amb posterioritat les protestes es van intensificar, qualificant-se com a conflicte social o «insurrecció separatista», i donant pas als enfrontaments armats que van incloure combats de diferents proporcions i la captura de presoners de tots dos bàndols, quan el govern a Kíev va començar una sèrie d'operacions militars per recuperar el control de diverses zones. Anteriorment, activistes prorussos autoproclamaren la República Popular de Donetsk i la República Popular de Khàrkov. Després, va ser declarada també la República Popular de Luhansk.
L'excap de govern ucraïnès, Iúlia Timoixenko, va culpar a Rússia de la crisi i va assegurar que «els disturbis van ser organitzats pels serveis secrets russos i que Moscou intenta dividir a la població ucraïnesa a fi d'impedir les eleccions del 25 de maig». El govern rus, que ha criticat nombroses vegades les accions de Kíev, ha demanat anul·lar les eleccions en considerar que els comicis «no tenen sentit enmig dels enfrontaments violents». Un portaveu del Kremlin de Moscou va dir que les eleccions en el context de violència amb «absurdes».
Barack Obama, el president dels Estats Units, i Angela Merkel, la canceller alemanya, van advertir a Rússia que enfrontarà sancions en sectors clau de la seva economia si interfereix amb les eleccions.

## Referèndum sobre la unitat territorial
El 30 d'abril, el Govern ucraïnès va anunciar que planeja dur a terme un referèndum sobre la unitat territorial del país el mateix dia de les eleccions. El govern s'ha mostrat disposat a concedir garanties addicionals a l'estatus de l'idioma rus en l'est del país. El primer ministre ucraïnès, Arseni Iatseniuk també va avisar que hi haurà «una important remodelació del gabinet si no s'aconsegueix complir les aspiracions dels ciutadans».
Al mateix temps s'està convocant un referèndum en Donetsk per l'11 de maig on es consultarà sobre la independència de la República Popular de Donetsk i un altre el mateix dia a Luhansk, on els habitants hauran de decidir si la regió manté el seu actual estatus dins d'Ucraïna o si volen que es converteixi en una entitat autònoma. Després hi haurà un altre el 18 de maig, on se'ls demanarà la seva opinió sobre si volen que la regió sigui independent o es converteixi en part de Rússia. Amb la proposta del 30 d'abril, el govern de Kíiv va pretendre anul·lar aquestes consultes.
El 5 de maig, el primer ministre ucraïnès va proposar una «consulta no vinculant», en lloc d'un referèndum, per determinar el nou model d'Estat. Latseniuk va presentar davant la Rada Suprema un projecte de llei sobre la celebració d'aquesta consulta el mateix dia de les eleccions. A més va encarregar al viceprimer ministre, Vladímir Groisman, que organitzi debats regionals i municipals sobre la reforma constitucional. El Ministeri de Relacions Exteriors de Rússia va titllar la proposta de «cínica» i «allunyada de la realitat» i també va dir que la consulta «no conduirà a res més que a un major agreujament de la crisi».
El president rus, Vladímir Putin, va cridar els sectors d'oposició al govern central de Kíiv a posposar el referèndum per a l'autonomia de Donetsk i Luhansk previst per l'11 de maig. El candidat a la presidència d'Ucraïna Petrò Poroixenko va assegurar que la situació en l'est d'Ucraïna podia millorar gràcies a aquesta crida. No obstant això, el 8 de maig els integrants de l'assemblea popular de Donetsk i el Consell Civil de Luhansk van decidir no ajornar la celebració del referèndum.

## Sistema electoral

### Circumscripcions territorials

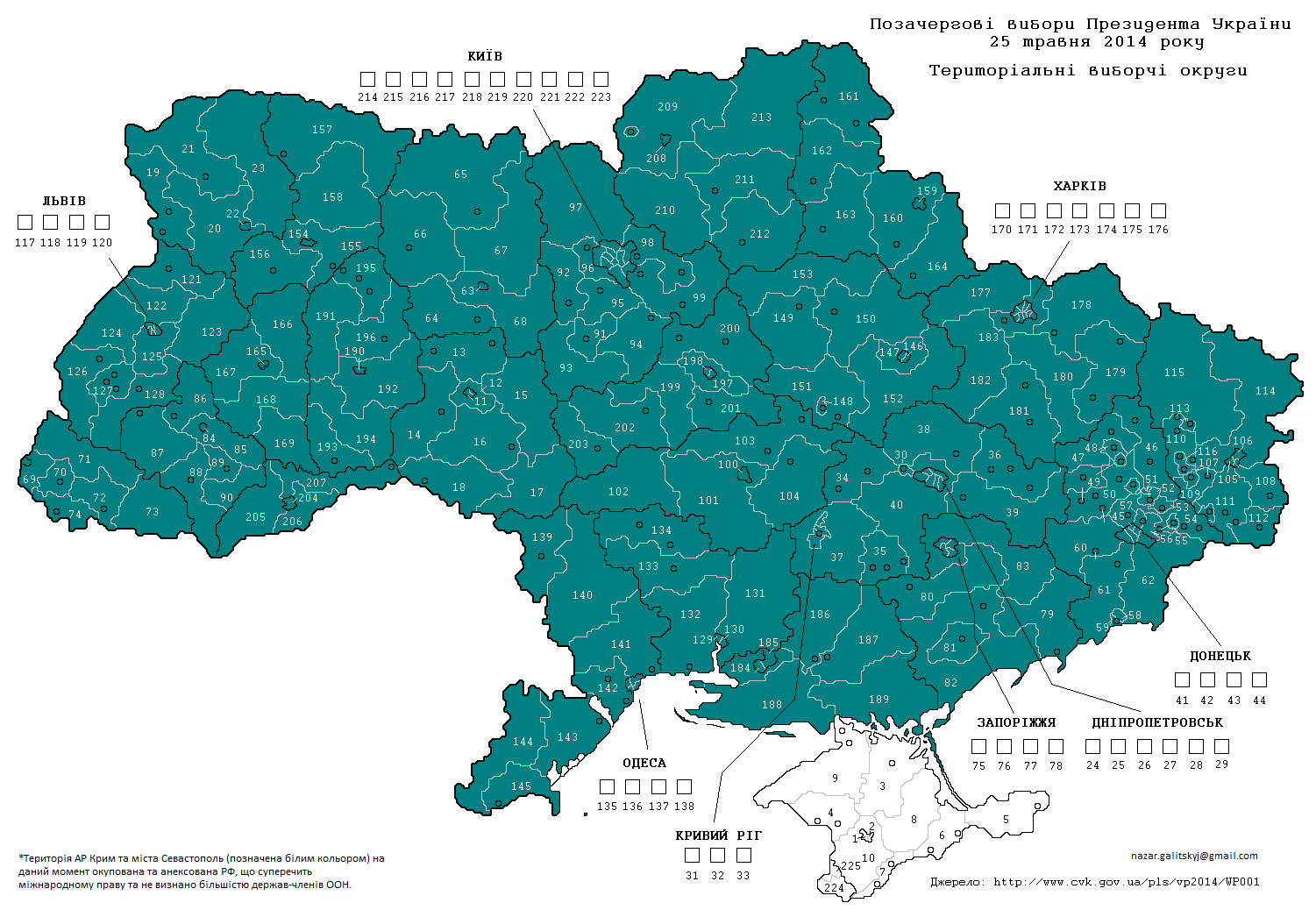
Mapa de les circumscripcions territorials per a les eleccions. (en ucraïnès)

D'acord amb la Resolució de la Comissió Electoral Central del 19 d'octubre del 2009, al territori d'Ucraïna es van establir 225 districtes electorals per a les eleccions presidencials. Després del control rus de Crimea, per l'adhesió de la península, el govern ucraïnès va informar que els ciutadans crimeans que van obtenir el passaport rus després de l'adhesió, conserven la nacionalitat ucraïnesa sempre que hagin conservat el passaport ucraïnès, permetent així participar en les eleccions presidencials i legislatives.

## Candidats
21 candidats van participar en les eleccions; set d'ells van ser designats per partits polítics, mentre que 15 s'autonominaren.
Els candidats podien nominar-se a si mateixos en la Comissió Electoral Central d'Ucraïna des del 25 de febrer fins al 30 de març de 2014. La data límit per a la inscripció de candidats va ser el 4 d'abril de 2014.

### Llista de candidats inscrits
- Olha Bohomòlets (independent) (recolzada pel Partit Socialista d'Ucraïna)[35][36]
- Iuri Boiko (autonominado)[35]
- Mikhaïlo Dobkin (Partit de les Regions)[35]
- Andrí Hrinenko (independent)[35]
- Anatoli Hritsenko (Posició Civil)[37]
- Valeri Konovaliuk (independent)[35]
- Vassil Kuibida (Moviment de les Persones d'Ucraïna)[35]
- Renat Kuzmín (independent)[35]
- Oleh Liaixkò (Partit Radical)[35]
- Mikola Malomuj (independent)[35]
- Petrò Poroixenko (independent) (recolzat per UDAR)[35]
- Vadim Rabinòvitx (independent)[35]
- Volodímyr Sarànov (independent)[35]
- Serhí Tihipko[35]
- Oleh Tiahnibok (Svoboda)[35]
- Iúlia Timoixenko (Batkivxina)[35]
- Dmitrò Iàroix (autonominat)[35]

### Candidats retirats

#### Abans del termini
- Natalia Korolevska (independent), es va retirar l'1 de maig.
- Oleg Tsariov (acte-nominat), es va retirar el 29 d'abril.

#### Després del termini
- Oleksandr Klimenko (Partit Popular d'Ucraïna), es va retirar el 17 de maig i va recolzar a Petró Poroshenko.
- Zorian Xkiriak (independent), es va retirar el 10 de maig.
- Petrò Simonenko (Partit Comunista d'Ucraïna), es va retirar el 16 de maig.
- Vasil Tsuixkò (independent), es va retirar el 22 de maig.

La Comissió Electoral Central no va poder treure de les paperetes els noms dels candidats que es van retirar després de la data límit de retir (1 de maig), per la qual cosa aquests també van rebre vots.

#### Candidats rebutjats
La Comissió Electoral Central va rebutjar algunes sol·licituds per a la inscripció de candidats a l'inici del procés. Es va negar a registrar a O. Burnashova, V. Marynych, A. Makhlai, A. Kucheryavenko, V. Chopei, L. Rozhnova, L. Maksymenko, D. Myroshnychenko, P. Rekal, T. Onopriyuk i Z. Abbasov. El 29 de març de 2014, Vitali Klitxkó (UDAR) va recolzar a Petrò Poroixenko, i va anunciar que seria candidat a alcalde de Kíiv, en l'elecció local que va tenir lloc al costat de l'elecció presidencial.

## Enquestes
Els resultats de l'enquesta es mostren en la taula a continuació en ordre cronològic invers, mostrant el més recent en primer lloc. La xifra percentual més alta en cada enquesta es mostra en negreta, i el fons ombrejat en els dos principals candidats amb els seus respectius colors. La columna principal de la dreta mostra la diferència percentual entre els dos candidats amb les xifres més altes. Els resultats de l'enquesta utilitzen la data en què es va dur a terme, en comptes de la data de publicació. No obstant això, si aquesta data no es coneix, la data de publicació es proporcionarà en el seu lloc.
| Data | Enquestador                                           |                         |                                                  |            |              |                        |                   |               |                        |                 | Uns altres | Diferència |      |     |     |      |
| Data | Enquestador                                           | Ianukóvitx PoR          | Tihipko Independent                              | Dobkin PoR | Klitxkò UDAR | Tymoixenko Batkivsxina | Tiahnibok Svoboda | Simonenko CPU | Poroixenko Independent | Lyashko Radical | Uns altres | Diferència |      |     |     |      |
| --- | ----------------------------------------------------- | ----------------------- | ------------------------------------------------ | ---------- | ------------ | ---------------------- | ----------------- | ------------- | ---------------------- | --------------- | ---------- | ---------- | ---- | --- | --- | ---- |
| Data | Enquestador                                           | 13–19 Maig॥॥.13–19 Maig | Ukrainian National Academy of Pedagogic Sciences | –          | 8.0          | –                      | –                 | 13.3          | –                      | –               | Uns altres | Diferència | 45.0 | 7.6 | 6.7 | 31.7 |
| 6–8 Maig॥॥.6–8 Maig | GfK Arxivat 2014-05-15 a Wayback Machine.             | –                       | 10.6                                             | 4.6        | –            | 10.4                   | 1.5               | 3.2           | 47.9                   | 6.4             | 20.4       | 37.3       |      |     |     |      |
| 25–29 Apr | Razumkov Centre                                       | –                       | 6.7                                              | 4.2        | –            | 14.8                   | 1.9               | 4.5           | 47.7                   | 5.0             | 15.2       | 33.9       |      |     |     |      |
| Oleg Tsarov es retira oficialment |                                                       |                         |                                                  |            |              |                        |                   |               |                        |                 |            |            |      |     |     |      |
| 9–16 Apr | SOCIS, KIIS, RATING, Razumkov Centre                  | –                       | 7.4                                              | 6.0        | –            | 14.0                   | 2.1               | 5.6           | 48.4                   | 4.6             | 11.9       | 34.4       |      |     |     |      |
| 28 Mar – 2 Apr | Razumkov Centre, RATING                               | –                       | 8.8                                              | 5.2        | –            | 19.1                   | 2.3               | 4.6           | 42.3                   | 5.5             | 12.2       | 23.2       |      |     |     |      |
| Serhiy Tihipko és expulsat del Partit de les Regions                                                                                            |                                                       |                         |                                                  |            |              |                        |                   |               |                        |                 |            |            |      |     |     |      |
| 31 Mar | Advanced Legal Initiatives                            | –                       | 19.6                                             | 1.2        | –            | 12.7                   | 3.6               | 3.5           | 42.0                   | 2.3             | 14.9       | 22.4       |      |     |     |      |
| Mykhailo Dobkin és seleccionat pel Partit de les Regions com el seu candidat presidencial, Viktor Yanukovych és oficialment expulsat del partit |                                                       |                         |                                                  |            |              |                        |                   |               |                        |                 |            |            |      |     |     |      |
| Vitali Klitschko es retira per postular-se a alcalde de Kíev i recolza a Poroshenko                                                             |                                                       |                         |                                                  |            |              |                        |                   |               |                        |                 |            |            |      |     |     |      |
| 14–26 Mar | International Republican Institute                    | –                       | 7.0                                              | 3.0        | 13.0         | 14.0                   | 3.0               | 4.0           | 27.0                   | –               | 18.0       | 13.0       |      |     |     |      |
| 14–19 Mar | SOCIS, KIIS, RATING, Razumkov Centre                  | –                       | 10.0                                             | 5.3        | 12.9         | 12.0                   | 2.5               | 5.0           | 36.2                   | 5.0             | 11.1       | 23.3       |      |     |     |      |
| 4–18 Mar | GfK Arxivat 2014-04-07 a Wayback Machine.             | –                       | 8.5                                              | 5.0        | 19.0         | 12.0                   | 1.5               | 7.0           | 39.5                   | –               | 7.9        | 20.5       |      |     |     |      |
| Viktor Yanukovych es retira oficialment |                                                       |                         |                                                  |            |              |                        |                   |               |                        |                 |            |            |      |     |     |      |
| 1–6 Mar | Social Monitoring Centre                              | –                       | 11.4                                             | –          | 14.2         | 15.5                   | 3.7               | 6.4           | 13.7                   | 3               | –          | 1.3        |      |     |     |      |
| 25 Feb – 4 Mar | SOCIS Arxivat 2014-03-05 at Archive.is                | –                       | 9.6                                              | –          | 21.3         | 14.1                   | 3.6               | 6.4           | 30.9                   | –               | 14.3       | 9.6        |      |     |     |      |
| 28 Feb – 3 Mar | KIIS                                                  | –                       | 13.3                                             | –          | 20.1         | 13.9                   | 2.8               | 8.3           | 32.8                   | –               | 8.8        | 12.7       |      |     |     |      |
| Revolució ucraïnesa i Crisi en Crimea |                                                       |                         |                                                  |            |              |                        |                   |               |                        |                 |            |            |      |     |     |      |
| 24 Jan – 1 Febr | SOCIS Arxivat 2014-02-07 at Archive.is                | 29.2                    | –                                                | –          | 22.8         | 19.1                   | 2.8               | 4.3           | 15.9                   | –               | 6.0        | 6.4        |      |     |     |      |
| 17–26 Jan | SOCIS Arxivat 2014-01-31 at Archive.is                | 29.5                    | –                                                | –          | 21.6         | 20.8                   | 4.7               | 5.7           | 13.0                   | –               | 4.6        | 7.9        |      |     |     |      |
| 2014 |                                                       |                         |                                                  |            |              |                        |                   |               |                        |                 |            |            |      |     |     |      |
| 23–27 Dec | R&B Group                                             | 36.0                    | –                                                | –          | 19.9         | 11.2                   | 5.7               | 5.4           | 11.0                   | –               | 10.7       | 16.1       |      |     |     |      |
| 7–17 Dec | RATING                                                | 28.2                    | –                                                | –          | 22.7         | 23.2                   | 5.5               | 6.3           | 8.0                    | –               | 6.1        | 5.0        |      |     |     |      |
| 26 Oct – 8 Nov | IFES                                                  | 31.0                    | –                                                | –          | 30.0         | 17.0                   | 6.0               | 9.0           | –                      | –               | 7.0        | 1.0        |      |     |     |      |
| 30 Sep – 8 Oct | Razumkov Centre                                       | 26.3                    | –                                                | –          | 20.9         | 18.1                   | 5.1               | 7.7           | 4.1                    | –               | 17.8       | 5.4        |      |     |     |      |
| 26 Sep – 6 Oct | RATING                                                | 28.0                    | –                                                | –          | 25.0         | 22.0                   | 8.0               | 8.0           | 2.0                    | –               | 6.0        | 3.0        |      |     |     |      |
| 15–25 Set | R&B Group                                             | 32.5                    | –                                                | –          | 18.3         | 17.0                   | 4.8               | 7.7           | 5.0                    | –               | 14.7       | 14.2       |      |     |     |      |
| 21–30 Maig | KIIS                                                  | 27.2                    | –                                                | –          | 30.2         | –                      | 11.0              | 7.0           | –                      | –               | 24.6       | 3.0        |      |     |     |      |
| 2013 |                                                       |                         |                                                  |            |              |                        |                   |               |                        |                 |            |            |      |     |     |      |
| 21–24 Dec | Razumkov Centre Arxivat 2013-10-04 a Wayback Machine. | 32.6                    | –                                                | –          | 16.6         | 18.6                   | 7.4               | 8.8           | –                      | –               | 16.0       | 14.0       |      |     |     |      |
| 2012 |                                                       |                         |                                                  |            |              |                        |                   |               |                        |                 |            |            |      |     |     |      |
| 17 Jan 2010 | Resultats de 2010                                     | 35.3                    | 13.1                                             | –          | –            | 25.1                   | 1.4               | 3.5           | –                      | –               | 21.6       | 10.2       |      |     |     |      |

## Supervisió electoral
Arsen Avàkov va subratllar la importància que en les noves eleccions s'implementés el sistema de vigilància Eleccions 2014 (en ucraïnès: "Вибори 2014"), el qual li permetria als votants fer un seguiment del progrés de les eleccions en temps real, per assegurar la transparència i evitar disturbis postelectorals, en contrast a les eleccions ucraïneses anteriors. El 22 de maig del 2014, tres dies abans de les eleccions, es van veure compromesos els principals servidors de la Comissió Electoral Central. El grup de hackers CyberBerkut va afirmar que havia robat les contrasenyes dels servidors. El Servei de Seguretat d'Ucraïna també va descobrir un virus instal·lat als servidors, el qual hauria destruït els resultats electorals. El dia de les eleccions, un grup de hackers amb equip especialitzat va ser arrestat a Kíiv per intentar arreglar les eleccions.

## Resultats

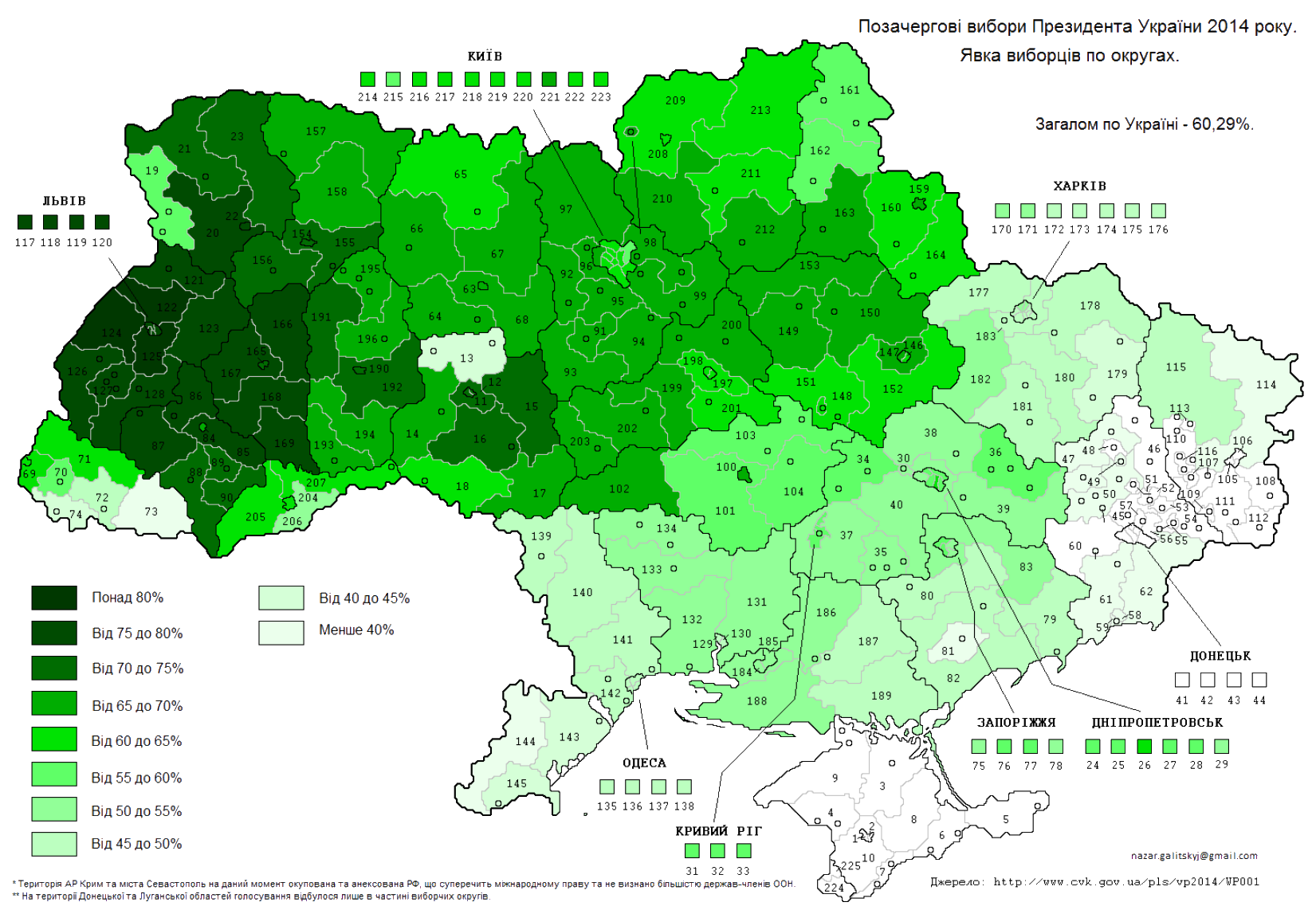
Participació per regió

Petrò Poroixenko va guanyar les eleccions amb el 54,70% dels vots. El seu competidor més proper va ser Lúlia Timoixenko, qui va obtenir el 12,82% dels vots. La Comissió Electoral Central va notificar una participació de més d'un 60% (exceptuant a aquelles regions que no estaven sota el control del govern). A la regió de Donbàs només el 20% de les taules de votació van ser escrutades a causa de les amenaces i la violència per part dels separatistes pro-Rússia. Dels 2.430 col·legis electorals preparats (en Donbàs), només 426 van romandre oberts durant la votació.
| Candidat                                        | Candidat                           | Partit                        | Vots                                                                    | %                                                             |
| ----------------------------------------------- | ---------------------------------- | ----------------------------- | ----------------------------------------------------------------------- | ------------------------------------------------------------- |
| Petrò Poroixenko                                | Independent                        | 9,857,308                     | 54.70                                                                   |                                                               |
| Iúlia Timoixenko                                | Batkivixina                        | 2,310,130                     | 12.82                                                                   |                                                               |
| Oleh Liaixkò                                    | Partit Radical d'Ucraïna           | 1,500,377                     | 8.32                                                                    |                                                               |
| Anatoli Hrytsenko                               | Posició Civil                      | 989,029                       | 5.48                                                                    |                                                               |
| Serhiy Tihipko                                  | Independent                        | 943,350                       | 5.23                                                                    |                                                               |
| Mykhailo Dobkin                                 | Partit de les Regions              | 546,138                       | 3.03                                                                    |                                                               |
| Vadim Rabinovich                                | Independent                        | 406,301                       | 2.25                                                                    |                                                               |
| Olha Bohomòlets                                 | Independent                        | 345,384                       | 1.91                                                                    |                                                               |
| Petrò Simonenko                                 | Partit Comunista d'Ucraïna         | 272,723                       | 1.51                                                                    |                                                               |
| Oleh Tyahnybok                                  | Svoboda                            | 210,476                       | 1.16                                                                    |                                                               |
| Dmytrò Iarosh                                   | Pravi Sèktor                       | 127,772                       | 0.70                                                                    |                                                               |
| Andriy Hrynenko                                 | Independent                        | 73,277                        | 0.40                                                                    |                                                               |
| Valeriy Konovalyuk                              | Independent                        | 69,569                        | 0.38                                                                    |                                                               |
| Yuriy Boyko                                     | Independent                        | 35,928                        | 0.19                                                                    |                                                               |
| Mykola Malomuzh                                 | Independent                        | 23,771                        | 0.13                                                                    |                                                               |
| Renat Kuzmin                                    | Independent                        | 18,689                        | 0.10                                                                    |                                                               |
| Vasyl Kuybida                                   | Moviment de les Persones d'Ucraïna | 12,391                        | 0.06                                                                    |                                                               |
| Oleksandr Klymenko                              | Partit de les Persones d'Ucraïna   | 10,545                        | 0.05                                                                    |                                                               |
| Vasyl Tsushko                                   | Independent                        | 10,434                        | 0.05                                                                    |                                                               |
| Volodymyr Saranov                               | Independent                        | 6,232                         | 0.03                                                                    |                                                               |
| Zoryan Shkiryak                                 | Independent                        | 5,021                         | 0.02                                                                    |                                                               |
| Vots blancs/nuls                                | Vots blancs/nuls                   | Vots blancs/nuls              | 244,659                                                                 | 1.35                                                          |
| Total                                           | Total                              | Total                         | 18,019,504                                                              | 100                                                           |
| Votants inscrits/participació                   | Votants inscrits/participació      | Votants inscrits/participació | 29,625,200 (exceptuant a les regions sota control del govern)30,099,246 | 60.19 (exceptuant a les regions sota control del govern)59,48 |
| Font: CEC Arxivat 2014-05-28 a Wayback Machine. |                                    |                               |                                                                         |                                                               |

## Reaccions
El president rus Vladímir Putin va reconèixer els resultats de l'elecció.
El president dels Estats Units Barack Obama va felicitar a Petró Poroshenko per la seva victòria per telèfon 2 dies després de les eleccions. Això també va ser fet pel president de la Comissió Europea José Manuel Barroso i el president del Parlament Europeu, Martin Schulz, i altres líders de la Unió Europea com la canceller alemanya, Angela Merkel i el president francès, François Hollande.